# Campeonato Mundial de Hockey sobre Hielo Masculino de 2026
El XC Campeonato Mundial de Hockey sobre Hielo Masculino se celebrará en Zúrich y Friburgo (Suiza) entre el 15 y el 31 de mayo de 2026 bajo la organización de la Federación Internacional de Hockey sobre Hielo (IIHF) y la Federación Suiza de Hockey sobre Hielo.

## Sedes
| Foto | Grupo | Ciudad   | Instalación      | Capacidad |
| ---- | ----- | -------- | ---------------- | --------- |
|      | A     | Zúrich   | Swiss Life Arena | 11 200    |
|      | B     | Friburgo | BCF Arena        | 7100      |

## Grupos
| Grupo A        | Grupo B         |
| -------------- | --------------- |
| Estados Unidos | Canadá          |
| Suiza          | Suecia          |
| Finlandia      | República Checa |
| Alemania       | Dinamarca       |
| Letonia        | Eslovaquia      |
| Austria        | Noruega         |
| Hungría        | Eslovenia       |
| Reino Unido    | Italia          |